# Ibadat Khana

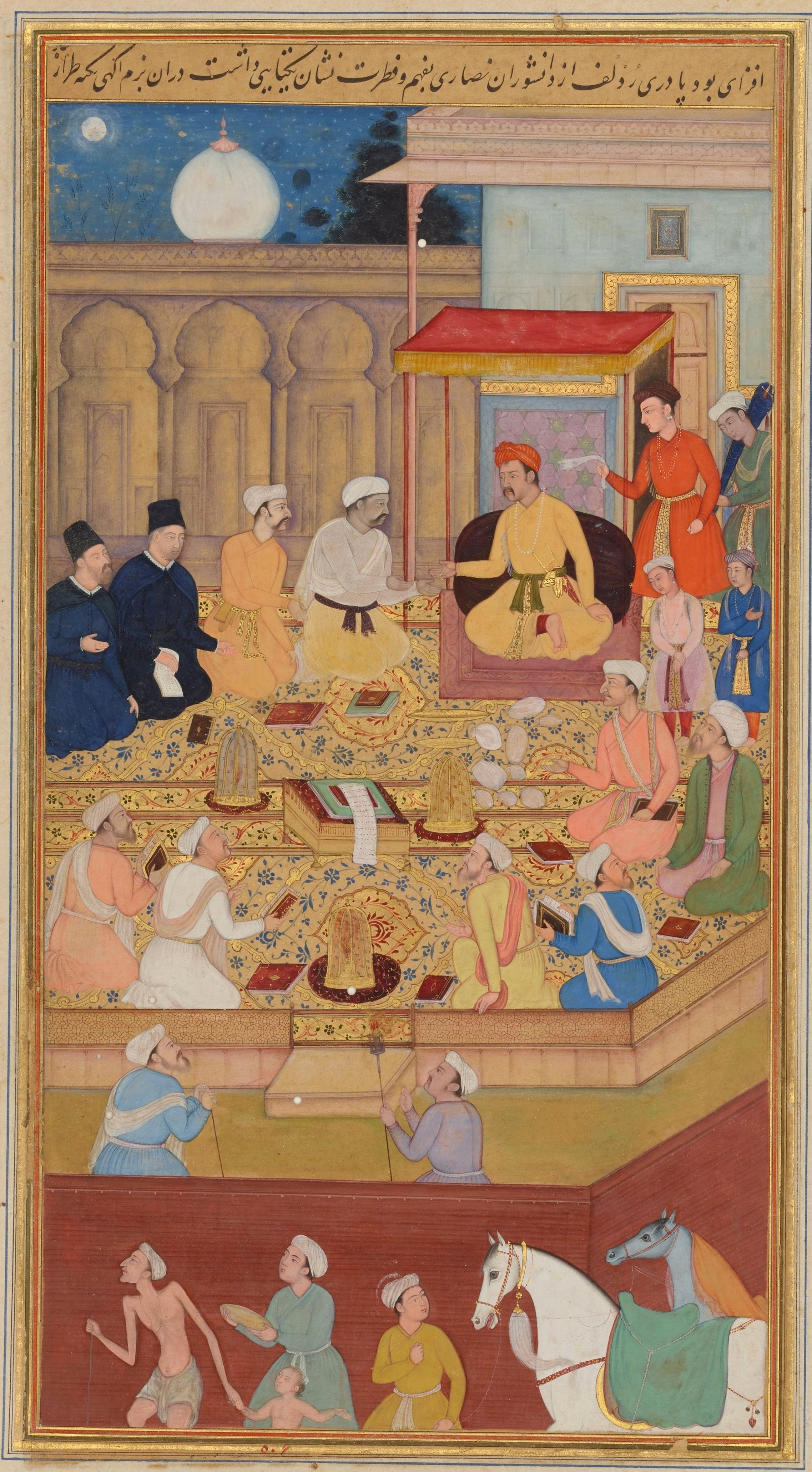
An einer religiösen Debatte in Akbars Versammlungshalle (Ibadat Khana) in Fatehpur Sikri nehmen die beiden Jesuitenpater Rodolfo Acquaviva und Francisco Henriques (links oben) teil. Illustration zum Akbar-nāma von dem hinduistischen Hofmaler Nar Singh (um 1605).

Das Ibādat Khāna (Haus der Verehrung) war ein Versammlungshaus, das 1575 vom Mogulkaiser Akbar (reg. 1556–1605) in Fatehpur Sikri erbaut wurde, um geistige Führer verschiedener religiöser Richtungen zu versammeln und eine Diskussion über die Lehren der jeweiligen religiösen Führer zu führen.
Das erste Ergebnis dieser Diskussionen war ein 1579 von den führenden muslimischen Theologen unterzeichnetes Protokoll (mahzar) in Form einer Fatwa, die den Herrscher Akbar ermächtigte, im öffentlichen Interesse religiöse Entscheidungen zu treffen.
Der pakistanische Historiker S. M. Ikram merkt dazu kritisch an:

“But the limitations laid down in the declaration of 1579 were not observed by Akbar, and in practice it became an excuse for the exercise of unrestrained autocracy.”

Akbar war dem britischen Indologen Vincent A. Smith zufolge

“solemnly recognized as being superior in his capacity of Imām-i-‘Ādil to any other interpreter of Muslim law, and practically was invested with the attributes of infallibility.”

Dem mazhar von 1579 folgte die Verkündung des Din-i Ilahi in den Jahren 1581–1582, welches keine Religion ist, sondern als Sufi-System Akbars bezeichnet werden kann.